# 八王子市芸術文化会館 いちょうホール
八王子市芸術文化会館（はちおうじしげいじゅつぶんかかいかん）は、東京都八王子市本町にあるホール。愛称はいちょうホール。

## 概要
- 大ホール、小ホールの2つのホールの他、リハーサル室、練習室、展示室、茶室、創作室、会議室などを擁する。
- 八王子市学園都市文化ふれあい財団が運営している。

しかし老朽化により2023年11月から25年春まで大規模改修工事の予定

## 施設
- 大ホール
客席数802名（定員の内2は車いす席）。最新設備を備えた多目的ホール。
- 小ホール
客席数288～324名。可変床機構を採用しており、舞台と客席を自在に変化させることができるホール。

## 所在地 及び 交通アクセス
- 東京都八王子市本町24-1
- JR八王子駅から徒歩約13分、またはバス